# Birgit Rosengren
Birgit Rosengren (egentlig Birgit Elisabet Ahrle, født Rosengren; 27. november 1912 på Södermalm i Stockholm – 6. oktober 2011 i Bromma i Stockholm) var en svensk skuespiller.
Rosengren studerede ved Dramatens elevskola 1931–33. Hun medvirkede i Kar de Mummas revy på Blancheteatern 1931 og 1937. Hun filmdebuterede 1934 i Schamyl Baumans Flickorna från Gamla stan. I 1945 ramtes hun af polio og var tvunget til en tiårig lang pause fra scenen. Birgit Rosengren arbejdede også i mange år for Sveriges Radio i Stockholm.
Rosengren var gift med skuespilleren Elof Ahrle, fra 1940 til hans død i 1965, og med skuespilleren Eric Gustafson, fra 1977 frem til hans død i 1981. Hun var mor til kostumedesigneren Carina Ahrle och skuespilleren og kunstneren Leif Ahrle samt søster til operettesangeren Margit Rosengren.
Rosengren blev som 92-årig meget berømt da hun i 2004 berettede om sit eget liv i SVT's program "Det goda samtalet" for journalisten og programlederen Suzanne Axell. Efter programmet fik Rosengren en "anden karriere" og holdt en forelæsningsserie på biblioteker sammen med sin søn Leif Ahrle. Interviewet med Birgit Rosengren blev også et af det mest sete programmer i "Det goda samtalets" historie.